# Katie White

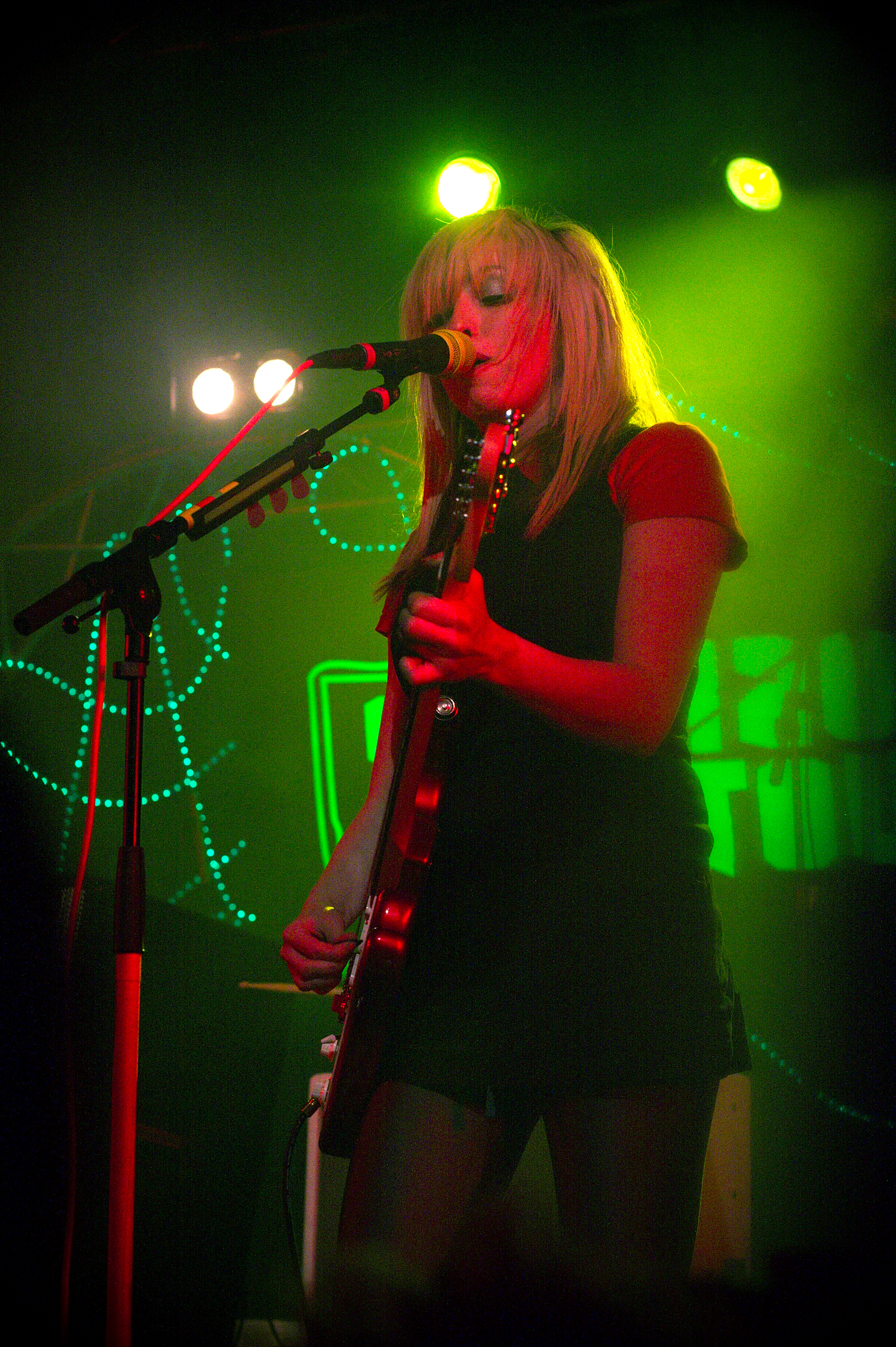
Katie White într-un concert cu The Ting Tings

Katie White (născută Katherine Rebecca White în anul 1983 în Lowton, Londra) este o cântăreață, fondatoare a grupului The Ting Tings.
1. 1 2 3 4  Montreux Jazz Festival Database[*] Verificați valoarea |titlelink= (ajutor);